# Páramo del norte de los Andes
El páramo del norte de los Andes (NT1006) es una ecorregion que contiene vegetación de páramo por encima de la línea de árboles en los Andes de Colombia y Ecuador. En el pasado, el clima era más fresco, la línea de árboles y las zonas de páramo estaban más bajas y conectadas. Durante la presente época más cálida del Holoceno, los páramos han migrado hacia arriba, disminuyendo de tamaño y quedando aislados. Contienen muchas especies raras o en peligro de extinción, algunas de ellas restringidas a una estrecha área de una montaña o cordillera. La ecorregión está relativamente bien conservada, pero enfrenta amenazas por el excesivo pastoreo y la agricultura.

## Geografía

### Ubicación
El páramo del norte de los Andes rodea los picos más altos de los Andes entre el límite del bosque y la línea de nieve del centro norte de Colombia y a lo largo de las cordilleras al sur del centro de Ecuador. Tiene un área de 3,004,386 hectáreas (7,424,000 acres). El páramo se encuentra en elevaciones de 3.000 a 3.500 metros (9,800-11,500 pies) hasta la línea de nieve a 5,000 metros (16,000 pies), tiene islas de pastizales y arbustos rodeados por un mar de bosque nublado más abajo. Las áreas de la ecorregión se encuentran dentro de los Bosques Secos Apure-Villavicencio, bosques montanos de la Cordillera Oriental, bosques montanos del Valle del Magdalena, Bosques Secos del Valle del Magdalena, bosques montanos del Noroeste Andino y bosques montanos de la Cordillera Real del Este.

### Suelos
Hay muchos tipos de suelos en la geología andina, pero la mayoría son bastante jóvenes. Incluyen andosoles, inceptisoles, histosoles, entisoles y molisoles. En los niveles más bajos, el subpáramo, los suelos son oscuros, bajos en ácido, bajos en calcio y fósforo libre, bastante altos en potasio y nitrógeno, con más del 10% de materia orgánica en la capa superior. En los niveles medios, el páramo de hierba, los suelos son bastante profundos y son de color oscuro, ácidos, húmedos o saturados de agua, ricos en materia orgánica y similares a la turba. En los niveles más altos, conocidos como superpáramo, son superficiales y gruesos, con mucha roca y arena y poca materia orgánica. No retienen agua y son altamente infértiles.

### Clima
En la clasificación climática de Köppen es "Cfb": cálido templado; muy húmedo y con verano cálido. Los páramos de Colombia y el norte de Ecuador son normalmente muy húmedos durante todo el año. La precipitación anual varía de 500 a 3.000 milímetros (20 a 118 pulgadas). Esto les hace diferentes del páramo de Costa Rica, el páramo de Santa Marta y el páramo venezolano, donde los vientos alisios del noreste crean una estación seca distinta. También difiere de los páramos del sur de Ecuador y del norte de Perú, que son más secos. Los páramos del norte de los Andes experimentan temperaturas que pueden caer por debajo del punto de congelación en la noche y aumentar a 30 °C (86 °F) durante el día. La lluvia, la nieve y la niebla pueden alternar con cielos soleados y altas temperaturas en el transcurso de un día.

## Ecología

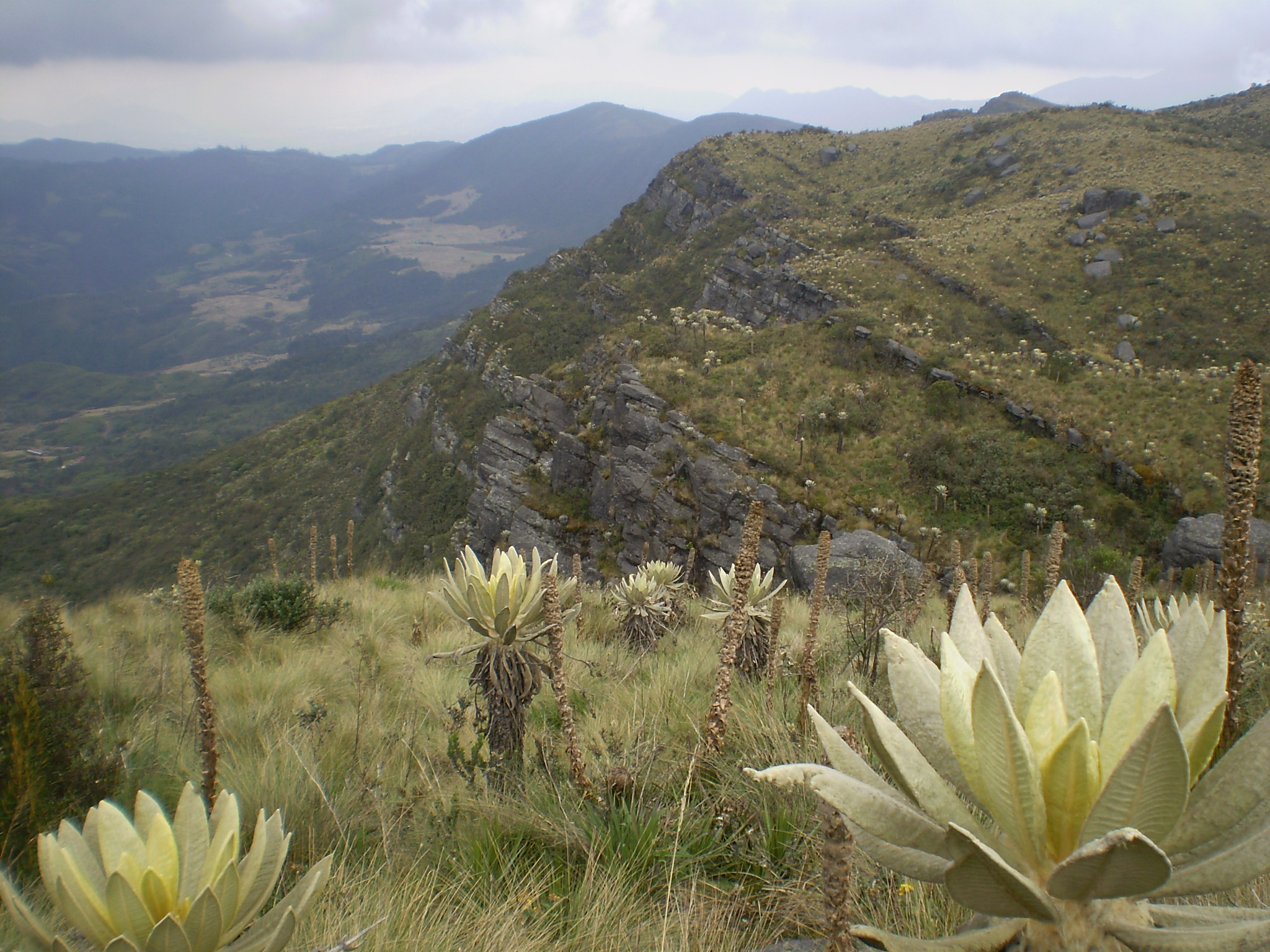
Páramo de Guerrero en la provincia de Cordillera Oriental

La ecorregión páramo del norte de los Andes se encuentra en el ámbito neotropical y en el bioma de los pastizales y matorrales de montaña. La ecorregión es parte de la ecorregión global del páramo del norte de los Andes, que también incluye el páramo de la Cordillera Central, el páramo de Santa Marta y las ecorregiones terrestres del páramo de la Cordillera de Mérida. Las plantas y los animales están adaptados a las condiciones frías y secas de los altos picos. Hay un alto nivel de endemismo local, particularmente en los picos más aislados.

### Orígenes
Los Andes comenzaron a elevarse en la época del Mioceno, pero en el norte no alcanzaron su altura actual hasta el Plioceno hace entre cuatro y cinco millones de años. En ese momento la vegetación protopáramo se desarrolló con nuevas especies de familias como Poaceae, Cyperecear, Arteraceae, Ericaceae. Durante los últimos períodos de la época cuaternaria, se alternaron períodos glaciares cortos, fríos y secos con períodos interglaciares más cálidos y húmedos. Los cinturones de páramo descendieron de nivel y se unieron en los períodos fríos, y se movieron hacia arriba en enclaves desconectados cuando las temperaturas subieron. El resultado es una mezcla de especies de origen tropical y boreal con los mismos géneros encontrados en la mayoría de los páramos, pero con muchas especies endémicas en los páramos individuales.
Recientemente, hace 14 000 años, las temperaturas eran de 6-7 °C (43-45 °F) por debajo de las actuales y el cinturón de páramo comenzaba a una altitud de 2000 metros (6600 pies). Cubría un área mucho más grande que hoy en día, y la mayoría de las áreas aisladas de páramo estaban conectadas. El calentamiento que comenzó hace unos 10.000 años al comienzo de la época del Holoceno hizo que la línea del bosque se elevara, empujando el cinturón de páramo hacia arriba y reduciendo su área. El enfriamiento que comenzó hace 2900 años hizo que los páramos descendieran hacia sus posiciones actuales. Esta imagen puede ser simplista, ya que las especies que son menos sensibles a los cambios de temperatura pueden haberse movido menos que aquellas que son más sensibles, por lo que la composición de los páramos puede haber cambiado.

### Provincias
Un análisis de 2013 de las zonas de páramo en Colombia evaluó las similitudes entre su flora endémica. Se encontró que las zonas se formaron naturalmente en cinco provincias biogeográficas:
| Provincia | Páramos                                 | |
| --------- | --------------------------------------- | --- |
| A         | Páramos de la Cordillera Oriental       | Almorzadero Jurisdicciones–Santurbán Chingaza Cruz Verde– Sumapaz Guerrero Cocuy Guantiva–La Rusia Tota–Bijagual–Mamapacha Iguaque –Merchán Rabanal y Río Bogotá Pisba |
| B         | Páramos del Macizo y Cordillera Central | Chiles – Cumbal Doña Juana –Chimayoy La Cocha–Patascoy Guanacas– Puracé –Coconucos Los Nevados Sotara Chili–Barragán Las Hermosas Nevado del Huila –Moras              |
| C         | Páramos de Antioquia                    | Belmira Frontino–Urrao Sonsón Paramillo |
| D         | Páramos del Norte                       | Perijá Santa Marta |
| E         | Páramos de la Cordillera Occidental     | Farallones de Cali Tatamá El complejo Duende geográficamente relacionado                                                                                               |

La definición de la provincia Páramos del Norte difiere de la agrupación tradicional, donde el páramo Santa Marta se trata como una ecorregión separada y el páramo Perijá se incluye en la provincia Cordillera Oriental. La flora de estos dos está más cerca de los Páramos de Chirripó de América Central que del resto del páramo del norte de los Andes, a pesar de estar separados por el valle del río César. Los Páramos del Macizo y la provincia Cordillera Central compartieron muchas especies con los páramos de Ecuador, lo que confirma la agrupación de los páramos de Ecuador y el centro sur de Colombia en una ecorregión.

### Flora
La vegetación consiste en altas praderas alpinas, pantanos y prados abiertos. El límite entre la línea de árboles y el páramo suele ser mayor en el lado más húmedo y de barlovento de las montañas. Los pastizales sin árboles del páramo han sido probablemente hechos por el hombre, y se conservan a través de corte, quema y pastoreo.  La flora está formada en su mayoría por especies recientes que han surgido en los últimos 4 millones de años. . Los páramos tienen plantas del mismo género, pero tienen especies altamente endémicas. El 86% de las especies de plantas con flores son endémicas del ecosistema.
El subpáramo es la transición entre el bosque y las praderas a alrededor de 3,000-3,500 metros (9,800-11,500 pies) de elevación. Contiene árboles pequeños y dispersos, dando paso a matorrales, arbustos enanos y hierbas. El páramo herbáceo crece a altitudes de aproximadamente 3.500-4.100 metros (11.500-13.500 pies) y en su mayoría contiene pasto o hierbas de las especies Calamagrostis o Festuca. También hay áreas rocosas y áreas pantanosas con flora única. En los niveles más altos, la vegetación de superpáramo se adapta a las condiciones más duras, tiene un endemismo muy alto y contiene plantas muy pequeñas, gimnospermas, musgos y líquenes.

### Fauna
Los mamíferos en peligro de extinción incluyen la rata de arroz de Hammond (Mindomys hammondi), el tapir de montaña (Tapirus pinchaque) y el ratón Woodfield Oldfield (Thomasomys hylophilus). Los reptiles en peligro de extinción incluyen al lagarto colombiano (Riama columbiana) y Riama petrorum. Las aves en peligro de extinción incluyen el chochín de Apolinar (Cistothorus apolinari), el puffleg de pecho negro (Eriocnemis nigrivestis) y el rascón andino (Rallus semiplumbeus).
Los anfibios en peligro incluyen las ranas Atelopus arthuri, A bomolochos, A. ebenoides, A. exiguus, A. muisca y A. pachydermus, la rana venenosa Colostethus jacobuspetersi, las ranas  marsupiales Gastrotheca espeletia, G. litonedis, G. orophylax, G. pseustes y G. riobambae, la rana arborícola Hyloscirtus psarolaimus, las ranas cohete Hyloxalus anthracinus, H. delatorreae, H. edwardsi, H. vertebralis,  la rana Hypodactylus latens, la Niceforonia adenobrachia, los sapos Osornophryne percrassa y O. talipes, las ranas Pristimantis atratus, P. baryecuus, P. cryophilius, P. cryptomelas, P. devillei, P. gentryi, P. mnionaetes, P. modipeplus, P. ocreatus, P. orestes, P. pycnodermis, P. pyrrhomerus, P. simonbolivari, P. simoteriscus, P. surdus, P. thymalopsoides y P. truebae, y la rana negra de agua Telmatobius niger.,

## Estado
El Fondo Mundial para la Naturaleza otorga al páramo del norte de los Andes el estado de "Relativamente Estable/Intacto". El páramo es una importante fuente de agua para las tierras altas andinas y gran partes de las tierras bajas adyacentes, proporcionando un flujo sostenible de ríos con agua de alta calidad. Los humanos han estado presentes en el páramo desde el período precolombino, pero a menudo no hicieron más que permitir que sus animales pacieran libremente. Más recientemente, el límite con el bosque natural ha sido cambiado drásticamente por la tala y el pastoreo intensivo, y es difícil distinguir entre pastizales naturales y artificiales. Ha habido un aumento en el cultivo, pastoreo más intenso, plantaciones de pinos y el turismo, todo lo cual puede afectar las propiedades hidrológicas del páramo. En algunas áreas hay cultivos intensivos de papa y frijol, que requieren el drenaje de los suelos anegados.
Las áreas protegidas incluyen la Reserva Ecológica Cayambe-Coca y la Reserva de la Biosfera Cinturón Andino. Otras unidades de conservación son el Parque nacional natural Chingaza, el Parque nacional del páramo de Sumapaz, el Parque nacional natural El Cocuy, el Parque nacional natural Los Nevados, el Parque nacional natural Las Hermosas y la Laguna de Iguaque